# Oschatz
Oschatz (czes. Ožice, górnołuż. Woseč) − miasto we wschodnich Niemczech, w kraju związkowym Saksonia, w okręgu administracyjnym Lipsk, w powiecie Nordsachsen (do 31 lipca 2008 w powiecie Torgau-Oschatz). Liczy ok. 15,4 tys. mieszkańców.
W latach 1697–1706 i 1709–1763 miasto leżało w obrębie unijnego państwa polsko-saskiego.
W mieście jest stacja kolejowa Oschatz.

## Współpraca
Miejscowości partnerskie:
- Nadrenia Północna-Westfalia: Blomberg
- Badenia-Wirtembergia: Filderstadt
- Polska: Starogard Gdański
- Czechy: Třebíč
- Francja: Vénissieux

## Bibliografia

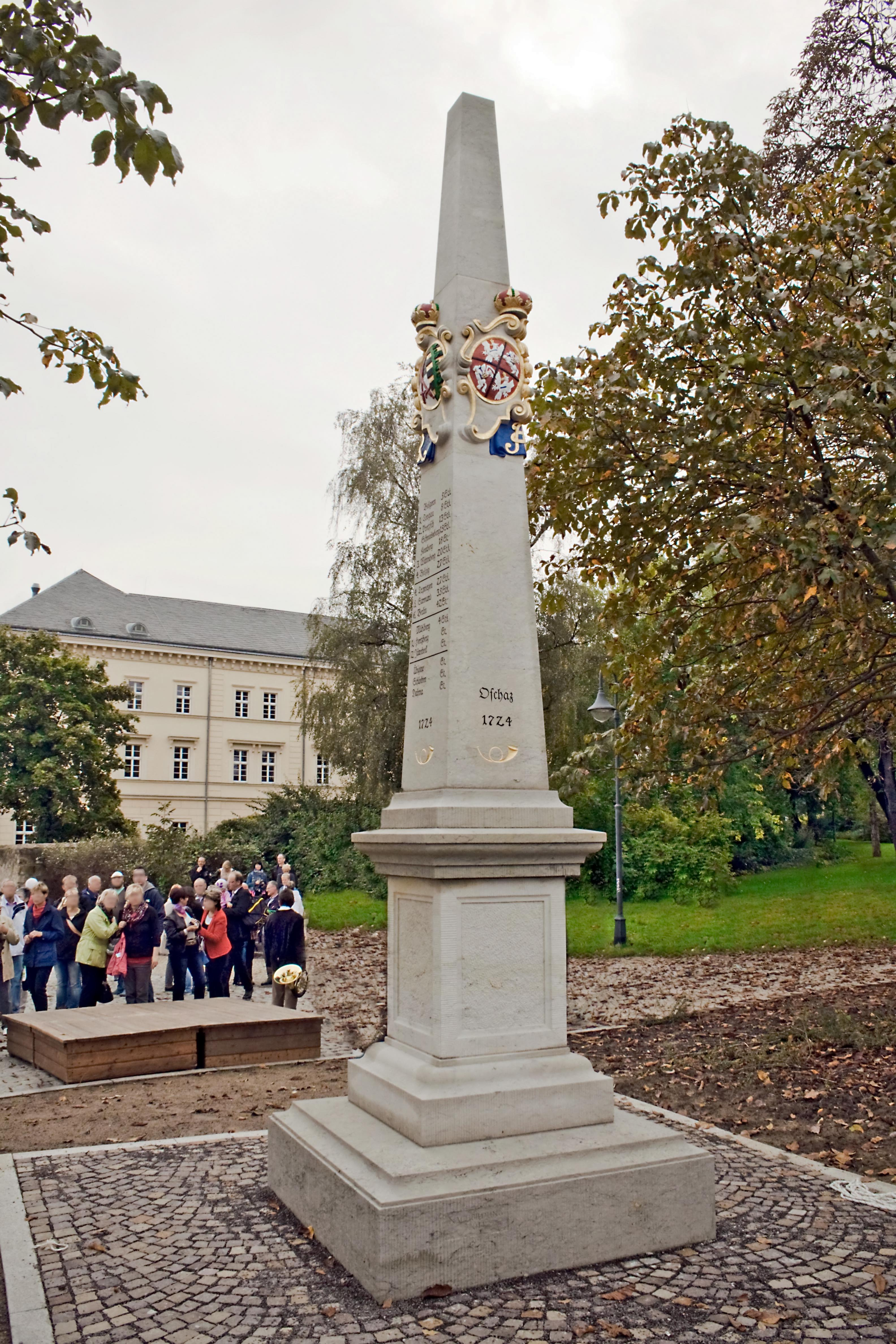
Słup dystansowy poczty polsko-saskiej z 1724 roku